# Design 1014 (US Shipping Board)

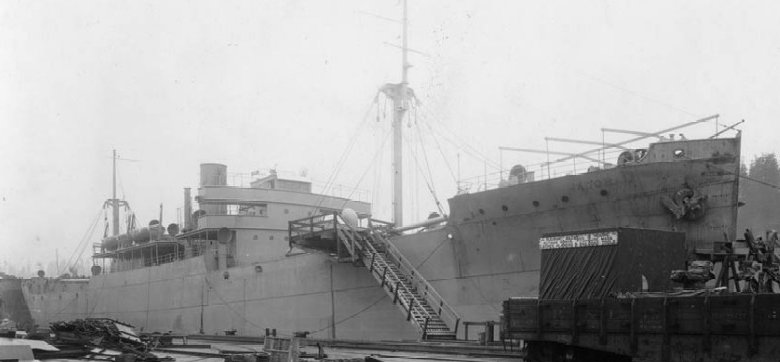
Le Jacona en cours d'assemblage (1919).

Le navire Design 1014 (nom complet Emergency Fleet Corporation Design 1014) est un modèle de cargo à coque en acier appartenant à l’un des types standardisés approuvés pour la production en série par l’Emergency Fleet Corporation (EFC) de l’United States Shipping Board durant la Première Guerre mondiale. On les appelait le type « Cascade » du nom d'un des navires similaires réquisitionné par l'USSB. Ils ont tous été construits par Todd Drydock and Construction Company, dans leurs chantier navals de Seattle et Tacoma, Washington,. Un total de 20 navires ont été construits pour l'USSB en 1919 et 1920 tandis que 14 ont été annulés après l'armistice ; parmi ceux-ci deux ont été construits en 1920 pour des compagnies maritimes privées.
Comme beaucoup des modèles originels sanctionnés par l'EFC, le Design 1014 n'est pas un plan issu de l'office lui-même mais est basé sur un modèle de cargo préexistant, dans ce cas précis il s'agit d'un modèle développé par les chantiers navals de la Seattle Construction and Drydock Company, à Seattle dans l'État de Washington.

## Production

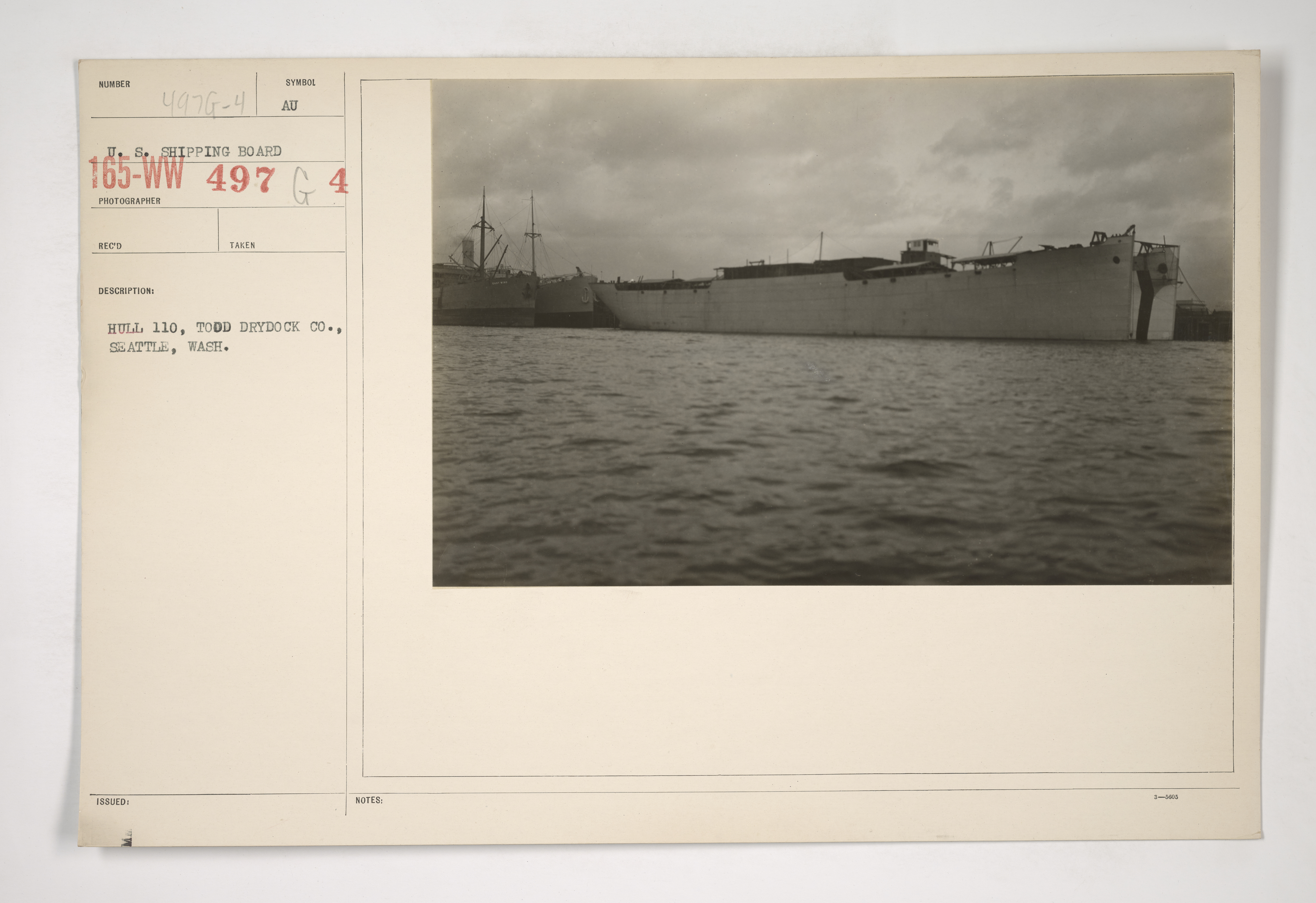
La coque du Delight, construite à Seattle.

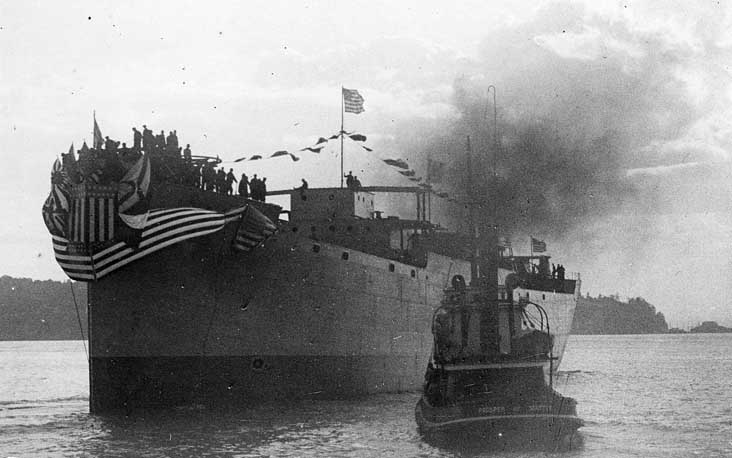
Lancement en grande pompe du Willimantic (Seattle).

La Seattle Construction and Drydock Company reçoit une série de commandes alors que la guerre a débuté en Europe mais que les États-Unis appliquent une politique de neutralité. Les compagnies norvégiennes Haakon Wallen et Knut Knutsen sont les premières à réceptionner trois cargos de 7 500 t de port en lourd (autour de 4 850 t de jauge brute).
À l'entrée en guerre, l'US Shipping Board réquisitionne onze cargos identiques qui étaient soit destinés au shipping Controller (en) (flotte de guerre de la marine marchande britannique), ainsi qu'à des armateurs privés (Compagnie Générale Transatlantique, Odfjell, S.O. Stray et la Barber Line) ; un navire dans ce lot est renommé Cascade, surnom qui sera donné à l'ensemble de la série. L'US Shipping Board passe une seconde commande au groupe Todd Shipyard, qui a acquis la Seattle Construction vers 1916 pour 34 navires supplémentaires.
Anticipant une croissance de la demande, le magnat William Henry Todd fait l'acquisition de terrains à Tacoma pour construire un nouveau chantier naval tandis que celui de Seattle sera finalement revendu au constructeur naval Skinner & Eddy. Durant cette période transitoire, la production de sept des navires réquisitionnés est délocalisée à Tacoma qui doit aussi réaliser ceux du Design 1014 directement commandés par le gouvernement.
Les Willimantic, Deranof, Delight et Gaffney sont les derniers navires réalisés par les chantiers navals Todd à Seattle avant la revente du site à Skinner & Eddy ; il se serait agi, non pas de garder un semblant d'activité mais d'utiliser les stocks d'acier encore présents à Seattle au lieu de devoir déplacer la matière première. L'armistice de 1918 rend caduque une partie des commandes de l'US Shipping Board et l'EFC annule les 14 derniers navires du Design 1014 avant que leur construction ait pu commencer. Trouvant preneur pour deux de ces navires annulés, le chantier naval de Tacoma les réalise sur ses fonds propres ; ils navigueront pour la firme Moore & McCormack. Certaines sources mentionnent également la construction du Higho à Seattle, ce qui fixerait à 17 le nombre de navires du Design 1014 assemblés à Tacoma, en plus du reliquat de ceux commandés avant 1917.

## Carrière
Une partie des navires de l'US Shipping Board n'a pas trouvé preneur après-guerre en raison de la saturation du marché ou se retrouvent au mouillage à l'issue d'une brève carrière dans la marine marchande des USA. Certains sont ferraillés dès 1930 pour ré-injecter leur acier dans l'économie américaine ; d'autres conservés en réserve sont finalement envoyés à la démolition à la fin des années 1930 ou réactivés vers 1940-1941 pour servir les flottes marchandes des USA et de leurs alliés.
Les Deranof et Quittacas (design 1014) ainsi que les Yukon et Cascade (provenant des commandes antérieures) sont envoyés à la ferraille dans les années 1930 faute d'acquéreur. Dans ce même lot, les Soviétiques en achètent quatre renommés en 1930 Syasstroy, Kashirstroy,, Nevastroy et Shaturstroy dont deux étaient encore à l'inventaire dans les années 1960. Le Bremerton (également un navire réquisitionné) est totalement transformé en charbonnier en 1930 avec les chaudières déplacées vers la poupe et le pont à l'avant avec une grande grue à bande transporteuse. Il fera naufrage en 1932 après que son gouvernail se soit arraché lors d'une forte houle, son équipage étant secouru par le navire de garde-côtes Ossipee (en).

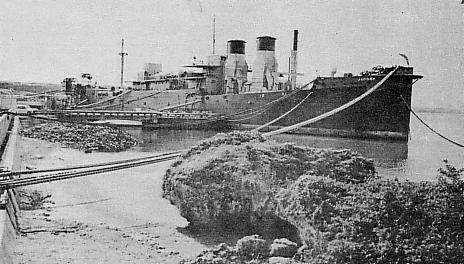
Le Jacona à la fin des années 1960. Îles Ryūkyū.

Parmi les navires inactifs mouillés sur la James River au début des années 1930, le Jacona qui appartenait encore à l'US Shipping Board est sélectionné pour devenir la première centrale électrique flottante (en) (selon une idée de l'ingénieur Walter S. Wyman (en) après que le porte-avions USS Lexington ait alimenté en énergie la ville de Tacoma en 1929). Le chantier naval Newport News Shipbuilding situé à l'embouchure de la rivière James assure la transformation au cours de laquelle les chaudières et tout l'équipement de propulsion sont retirés tandis que les soutes sont aménagées avec de nouvelles chaudières au fioul ou au charbon pulvérisé alimentant deux turbines de 10 000 kw chacune sont installées. Deux nouvelles cheminées dans la soute avant remplacent l'ancienne tandis que les quartiers de l'équipage sont conservés tout comme le second mât dont les appareils de levage supportent le câble électrique alimentant le réseau électrique à terre. Il alimentera d'abord une papeterie à Bucksport dans le Maine puis la ville de Portsmouth (New Hampshire), ayant été racheté par le distributeur d'électricité de Nouvelle-Angleterre. La War Shipping Administration rachète le Jacona qui sert à alimenter des installations de l'United States Navy dont la base de Pearl Harbor et le réseau civil de Hawaï. Renommé YFP-1 et classifié comme barge, il alimentera la ville de Pusan en Corée du Sud puis l'île d'Okinawa en 1969. Il est finalement revendu à une firme des Philippines en 1971, on perd alors sa trace.